# Muridae
Famille
Les muridés (Muridae) forment une famille de mammifères terrestres appartenant à l'ordre des rongeurs (sous-ordre des sciurognathes). Les dernières révisions de la classification distinguent plus de 1 150 espèces réparties en 250 genres environ appartenant à 18 sous-familles.
Parmi les espèces les plus connues figurent les souris, dont la souris domestique.
Les muridés sont présents dans une grande variété de biotopes, sur tous les continents à l'exception de l'Antarctique.

## Ancienne liste des sous-familles
- Arvicolinae (campagnols, lemmings, rats musqués (ou ondatras) ; souvent inclus dans les Cricetinae)
- Calomyscinae
- Cricetinae (hamsters)
- Cricetomyinae (cricétomes, rats géants)
- Deomyinae
- Dendromurinae
- Gerbillinae (gerbilles)
- Lophiomyinae (rats à crête)
- Murinae (rats, mulots, souris de l'ancien monde et zyzomys)
- Myospalacinae (zokors)
- Mystromyinae (hamsters sud-africains)
- Nesomyinae (rats et souris malgaches)
- Otomyinae (rats siffleurs)
- Petromyscinae
- Platacanthomyinae (loir épineux, loir pygmée de Chine...)
- Rhizomyinae (rat des bambous, rat-taupe africain)
- Sigmodontinae (rats et souris du nouveau monde)
- Spalacinae (rats taupes aveugles)

## Phylogénie
Les études récentes tendent à faire de cette famille la super-famille Muroidea et à distinguer en réalité six familles avec deux familles de position incertaine et un clade monophylétique formé des quatre dernières :
- Platacanthomyidae
- Spalacidae
- Calomyscidae
- Nesomyidae
- Cricetidae
- Muridae

Selon ITIS (3 juin 2017) et Mammal Species of the World (version 3, 2005)  (3 juin 2017) :
- famille Muridae
  - sous-famille Deomyinae
  - sous-famille Gerbillinae
  - sous-famille Leimacomyinae
  - sous-famille Murinae
  - sous-famille Otomyinae